# Niels Sørensen
Niels Sørensen (Frederiksberg, 12 novembre 1951) è un ex calciatore danese, di ruolo centrocampista.

## Palmarès

### Giocatore

#### Competizioni nazionali
- Campionato danese:

KB: 1974